# Lizumer Reckner
Lizumer Reckner är en bergstopp i Österrike.   Den ligger i distriktet Innsbruck-Land och förbundslandet Tyrolen, i den västra delen av landet, 400 km väster om huvudstaden Wien. Toppen på Lizumer Reckner är 2 886 meter över havet, eller 590 meter över den omgivande terrängen. Bredden vid basen är 15,8 km.
Terrängen runt Lizumer Reckner är bergig åt sydost, men åt nordväst är den kuperad. Närmaste större samhälle är Hall in Tirol, 18,8 km nordväst om Lizumer Reckner. 
Trakten runt Lizumer Reckner består i huvudsak av gräsmarker. Runt Lizumer Reckner är det ganska tätbefolkat, med 67 invånare per kvadratkilometer.